# Alphabetische Liste der Asteroiden
Diese Seite führt die Namen der Asteroiden in alphabetischer Reihenfolge auf. Aufgrund der großen Zahl eingetragener Asteroiden ist die Liste auf mehrere Unterseiten verteilt, die über die jeweiligen Links zu erreichen sind.
AchtungDie Listen bei der IAU, NASA etc. enthalten zumeist eine ASCII-Schreibweise der Namen, bei der z. B. Sonderzeichen, Umlaute(!) und Akzente durch die normalen Buchstaben ersetzt werden. Die in der Wikipedia verwendeten Namen weichen daher in diesen Fällen ab.
Bei der Sortierung hier in der Liste wird diese Schreibweise herangezogen und Leerzeichen werden ignoriert.
Derzeit ist die Liste der Asteroiden mit Eigennamen, das sind die Unterseiten „A“ bis „Z“ vom Stand 30. Januar 2010
Um die Liste der Asteroiden ohne Eigennamen nicht zu überfluten, sind in den Jahrestabellen nur die Asteroiden bis Nummer 20000 komplett. Asteroiden mit höherer Nummer sollten nur eingetragen werden, wenn sie einen Artikel haben.